# هانس لیندمن
هانس لیندمن (سوئدی: Hans Lindman; ۶ سپتامبر ۱۸۸۴ – ۲۴ ژانویهٔ ۱۹۵۷) بازیکن فوتبال و باندی اهل سوئد بود.